# Штакельберг, Отто Магнус
Барон, затем (1775) граф Отто Магнус фон Штакельберг (Антон Егорович; 1736—1800) — российский дипломат из остзейского рода Штакельбергов, посланник в Речи Посполитой (1772—1790) и Швеции (1791—1793).

## Биография
Родился 7 февраля 1736 года. На дипломатическом поприще выдвинулся впервые, заняв пост посланника при испанском дворе. В 1770 году получил придворный чин действительного камергера.
В 1772 году по совету прусского короля Фридриха II был отправлен императрицей Екатериной Великой в качестве посланника и полномочного министра в Польшу. В сентябре того же года Штакельберг вместе с прусским уполномоченным Бенуа представил варшавскому правительству декларацию трёх дворов (русского, прусского и австрийского) о разделе некоторых земель королевства Польского. В начавшихся затем переговорах Штакельберг, являясь главным руководителем, добился признания декларации держав и утверждения относившегося к ней договора, одним из главных пунктов которого было учреждение «постоянного совета» при короле, вызвавшее много споров.
Своей деятельностью в Варшаве Штакельберг навлек на себя ненависть польских патриотов, во главе с коронным гетманом Браницким и князем Адамом Чарторыйским, ставших в оппозицию к королю Станиславу-Августу, которого Штакельбергу удалось привести в полную зависимость от России. В то же время Штакельберг в видах дипломатических много способствовал сближению России с Габсбургами, за что в 1775 году императором Иосифом II пожалован был титулом графа. В том же году Штакельберг принимал видное участие в разрешении трудного диссидентского вопроса и в заключении торгового договора между Польшей и Пруссией. В первом случае ему пришлось бороться с австрийским уполномоченным бароном Ревицким, открыто державшим сторону католиков, во втором — с прусским посланником Бенуа, чрезмерные требования которого грозили новыми осложнениями в польских делах. 23 июня 1775 года Штакельберг был награждён орденом св. Александра Невского.
Дальнейшей деятельности Штакельберга в Польше, направленной к усилению там русского влияния и умиротворению поляков, много препятствовали нерасположение к нему князя Потемкина и интриги гетмана Браницкого в Санкт-Петербурге. Тем не менее Штакельберг пробыл в Польше до 1790 года, когда был отозван в Санкт-Петербург. Здесь ему удалось вернуть себе доверие императрицы, дававшей Штакельбергу и впоследствии разные дипломатические поручения — так, с конца 1790 года по 1793 год он был посланником в Швеции. 
После смерти Екатерины II в 1796 году Штакельберг вышел в отставку с чином действительного тайного советника и умер 7 ноября 1800 года. Среди прочих наград Штакельберг имел ордена св. Станислава и Белого орла.

По отзыву графа Ф. Г. Головкина, «Штакельберг был скорее малого, чем большого роста, скорее плечист, чем толст, с головою, украшенною пышными волосами и гордо поднятою кверху. Будучи посланником в Варшаве, он приучил себя к этой величавой осанке, которая с тех пор стала для него привычной и так противоречит гибкости и услужливости, проявляемым им к людям, пользующимся властью». По словам Ф. В. Ростопчина, в старости Штакельберг отличался странностями:
Воображал себя 25-летним соблазнителем, любезничал, важничал, каверзничал и уверял всех, что все это из желания улучшить и обеспечить судьбу своих детей. Штакельберг не мог жить без двора, которому надоел, особенно после того как с ним был параличный припадок, в котором он не хотел сознаваться и соглашался, только в том, что слабел.

## Семья
От брака с вдовой баронессой Софией-Гертрудой Тизенгаузен, урожденной Фитингоф, имел троих детей:
- Елизавета Оттоновна (1760—1837), замужем за Эрнестом-Дидрихом фон Шеппингом (1749—1818); мать О. Д. Шеппинга.
- Отто Оттонович (ум. 1814), дипломат.
- Густав Оттонович (1766—1850), дипломат, масон.